# 2009年全米オープン (テニス)
2009年 全米オープン（2009ねんぜんべいオープン、US Open 2009）は、アメリカ・ニューヨークにある「USTA ビリー・ジーン・キング・ナショナル・テニスセンター」にて、2009年8月31日から9月14日にかけて開催された。（大会期間中に雨天順延があったため、女子ダブルスと男子シングルスの決勝が月曜日の9月14日に持ち越された。）

## シニア

### 男子シングルス
フアン・マルティン・デル・ポトロ def.  ロジャー・フェデラー, 3–6, 7–6(5), 4–6, 7–6(4), 6–2
- デル・ポトロにとって4大大会初優勝である。アルゼンチン男子選手としては1977年のギリェルモ・ビラス以来32年ぶりの全米優勝者となった。

### 女子シングルス
キム・クライシュテルス def.  キャロライン・ウォズニアッキ, 7–5, 6–3
- 出産から現役復帰したクライシュテルスが2005年以来2度目の大会優勝を果たした。

### 男子ダブルス
ルーカス・ドロウヒー /  リーンダー・パエス def.  マヘシュ・ブパシ /  マーク・ノールズ, 3–6, 6–3, 6–2

### 女子ダブルス
セリーナ・ウィリアムズ /  ビーナス・ウィリアムズ def.  リーゼル・フーバー /  カーラ・ブラック, 6–2, 6–2

### 混合ダブルス
カーリー・ガリクソン /  トラビス・パロット def.  カーラ・ブラック /  リーンダー・パエス, 6–2, 6–4

## ジュニア

### 男子シングルス
バーナード・トミック def.  チェイス・ブキャナン, 6–1, 6–3.

### 女子シングルス
ヘザー・ワトソン def.  ヤナ・ブチナ, 6–4, 6–1.

### 男子ダブルス
マートン・フチョビッチ /  Hsieh Cheng-peng def.  Julien Obry /  Adrien Puget, 7–6(5), 5–7, [10–1]

### 女子ダブルス
Valeria Solovieva /  Maryna Zanevska def.  エレナ・ボグダン /  ノッパワン・ラトチェワカーン, 1–6, 6–3 [10–7]